# Rio Piranji (vattendrag)
Rio Piranji är ett vattendrag i Brasilien.   Det ligger i delstaten Ceará, i den östra delen av landet, 1 700 km nordost om huvudstaden Brasília.
Omgivningarna runt Rio Piranji är en mosaik av jordbruksmark och naturlig växtlighet.